# 紫苞雪莲
紫苞雪莲（学名：Saussurea iodostegia）为菊科风毛菊属的植物，为中国的特有植物。分布在中国大陆的甘肃、内蒙古、北京、山西、黑龙江、陕西、宁夏、辽宁、河北、吉林等地，生长于海拔1,750米至3,300米的地区，见于山坡草地、林缘、山地草甸和盐沼泽，目前尚未由人工引种栽培。

## 别名
紫苞风毛菊（中国高等植物图鉴）

## 异名
- Saussurea iodostegia Hance var. ferruginipes Drumm. ex Hand.-Mazz.
- Saussurea iodostegia Hance var. glandulifera X. Y. Wu